# إلبيديو سيلفا
إلبيديو سيلفا (بالبرتغالية: Elpídio Pereira da Silva Filho‏) مواليد 19 يوليو 1975 في البرازيل، هو لاعب كرة قدم برازيلي سابق كان يلعب كمهاجم. اعتزل اللعب عام 2009. بدأ مسيرته الرياضية عام 1995. لعب خلال مسيرته 263 مباراة سجل خلالها 88 هدفاً.

## المسيرة الاحترافية

### أندية لعب لها
- نادي أتلتيكو مينيرو
- كاشيوا ريسول
- سبورتينغ براغا
- نادي بوافيشتا
- سبورتينغ لشبونة
- ديربي كاونتي
- سوون سامسونغ بلووينغز
- نادي أيك لارنكا

## روابط خارجية
- إلبيديو سيلفا على موقع رابطة كرة القدم اليابانية للمحترفين (اليابانية)
- إلبيديو سيلفا على موقع دوري كوريا الجنوبية (الإنجليزية)
- إلبيديو سيلفا على موقع قاعدة بيانات كرة القدم.إي يو (الإنجليزية)
- إلبيديو سيلفا على موقع Soccerway.com (الإنجليزية)
- إلبيديو سيلفا على موقع عالم كرة القدم.نت (الإنجليزية)